# Masamitsu Kanemoto
Masamitsu Kanemoto (født 17. oktober 1962) er en tidligere japansk fodboldspiller.
Han har spillet for flere forskellige klubber i sin karriere, herunder Vissel Kobe.